# Paul Epworth
Paul Epworth (* 25. července 1974 Londýn) je britský hudební producent a hudebník.

## Kariéra
V letech 2002 až 2004 vystupoval jako kytarista a zpěvák s rockovou skupinou Lomax. Jako producent se v roce 2011 podílel na albu zpěvačky Adele s názvem 21 (mimo producentské práce je rovněž spoluautorem několika písní z tohoto alba). Se zpěvačkou také spolupracoval na písni „Skyfall“, která byla použita jako titulní píseň ve filmu Skyfall. Rovněž spolupracoval s mnoha dalšími hudebníky, mezi které patří například Bruno Mars, Bloc Party, Florence and the Machine, Kate Nash nebo Sam Sparro. V roce 2013 se, jako jeden ze čtyř producentů, podílel na albu New hudebníka Paula McCartneyho, bývalého člena skupiny The Beatles. Roku 2014 produkoval některé písně z alba Ghost Stories skupiny Coldplay.